# Forte de Corfação
O Forte de Corfação localizava-se em Corfação, em território dos atuais Emirados Árabes Unidos.

## História
Esta praça islâmica no golfo de Omã, tributária do reino de Ormuz, foi conquistada por forças portuguesas sob o comando de Afonso de Albuquerque na campanha de 1507, para ser abandonada no início do ano seguinte após a retomada de Ormuz pelas forças do seu soberano.
Com a reconquista de Ormuz em 1515, como ela passou a ser tributária do soberano português em articulação com o Estado Português da Índia.
Posteriormente, no contexto da Dinastia Filipina, antes os avanços e recuos portugueses na região, foi reconquistada por tropas portuguesas sob o comando de Gaspar Pereira Leite em 1620, que aí iniciaram uma fortificação.
Encontra-se referida por António Bocarro no Livro das Plantas de Todas as Fortalezas, com ilustração de Pedro Barreto de Resende (1635).

## Características
Apresentava planta no formato triangular, com cerca de 26 metros de extensão pelos lados maiores, e baluartes pentagonais nos vértices. Ao centro erguia-se uma torre circular, que protegia um poço de água.